# Rosewater
Rosewater is een Amerikaanse dramafilm uit 2014, geregisseerd door Jon Stewart, bekend van het satirische nieuwsprogramma The Daily Show. De film is gebaseerd op het boek Then they came for me geschreven door Iraniër Maziar Bahari.

## Synopsis
De film volgt het waargebeurde verhaal van Maziar Bahari zelf, een journalist in Iran. In 2009 ging The Daily Show naar Iran om een onderwerp te maken over de Amerikaanse presidentsverkiezingen en er werd besloten Bahari (gespeeld door Gael García Bernal) te interviewen. In het interview wordt er gegrapt door The Daily Show-correspondent dat hij een spion is voor de Amerikaanse overheid. Bahari wordt gearresteerd door de Iraanse overheid op verdenking van spionage en wordt 118 dagen lang gemarteld in een cel.
Bahari werd gewoonlijk geblinddoekt tijdens zijn martelingen en het enige dat hij van zijn cipier (gespeeld door Kim Bodnia) wist, was dat hij sterk naar rozenwater rook.

## Rolverdeling
| Acteur              | Personage          |
| ------------------- | ------------------ |
| Gael García Bernal  | Maziar Bahari      |
| Kim Bodnia          | Javadi (Rosewater) |
| Dimitri Leonidas    | Davood             |
| Haluk Bilginer      | Baba Akbar         |
| Shohreh Aghdashloo  | Moloojoon          |
| Golshifteh Farahani | Maryam             |
| Claire Foy          | Paola              |
| Amir El-Masry       | Alireza            |
| Arian Moayed        | Hamid              |